# Torre delle Milizie

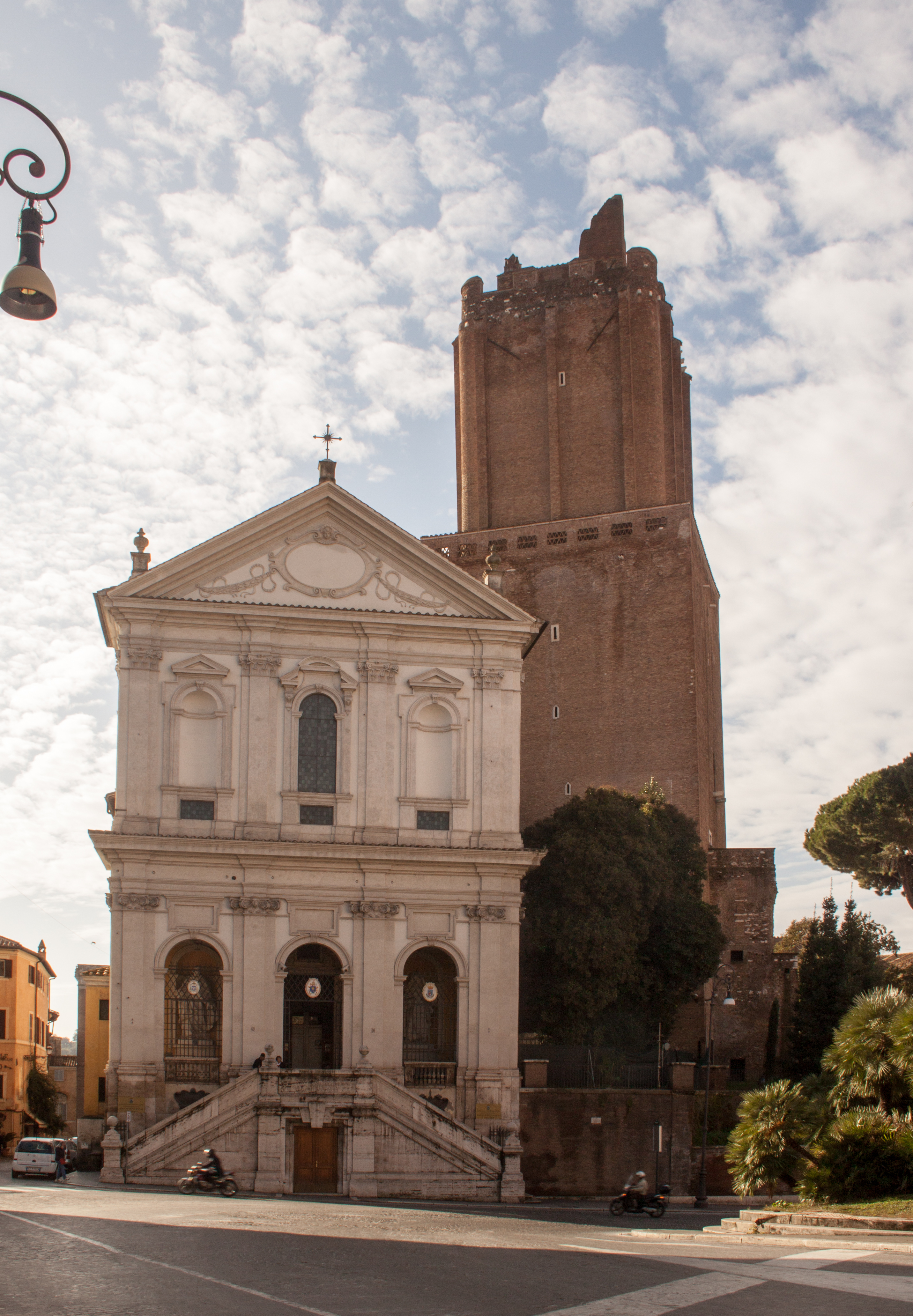
A torony a Szent Katalin-templommal

A Torre delle Milizie Róma legrégebbi lakótornya, a város egyik fő középkori műemléke a Quirinalis-dombon, Traianus vásárcsarnoka felett. Mint a többi hasonló korabeli római erődítmény, egy feudális nagyúr családi lakóhelyéül és egyben kíséretének katonai támaszpontjául szolgált. Tetejéről kitűnő kilátás nyílik a városra.

## Története
Egy hagyomány szerint Nero római császár ebből a toronyból nézte végig Róma égését, ám az valójában csak III. Ince pápa idején épült, valószínűleg a 13. század legelején. Eredeti építtetője az Aretino család volt. A 13. század végén a nagyhatalmú Annibaldi család birtokába került,  majd a német-római császártól városi prefektusi címet kapott Di Vico család tulajdona volt. Ezután az ugyancsak híres Caetano (Gaetano) család szerezte meg, amelyhez VIII. Bonifác pápa is tartozott. Ekkoriban kibővítették megerősítették az építményt, ami az Angyalvárral vetélkedhetett katonai fontosságban.
1312-ben VIII. Henrik császárrá koronázásakor is ezt az erődítményt választotta szállásául, amikor Róma utcáin a guelfek és ghibellinek között súlyos harcok folytak. Akkor még védelmi okokból a szintek között nem voltak állandó lépcsők, hanem létrákon kellett közlekedni. Két évtized múlva a torony a Conti di Segni család birtokába került. Ebben az időszakban Raffaello, a város antik maradványainak kurátora, megemlítette az építményt, mint az antik romok építőanyaga újra-felhasználásának egyik példáját. 1619-re a torony elvesztette katonai jelentőségét, és a szomszédos Santa Caterina a Magnanapoli templomhoz tartozó kolostor birtokába került.
1911-ben a tornyot olasz nemzeti műemlékké nyilvánították.

## Leírása
A torony négyzetes alapokon épült, alapjának méretei 10,5 × 9,5 m. A torony eredeti magassága nem ismeretes, mivel az 1348-as földrengés után a legfelső két emeletét elbontották, így kapta a mai 50 méteres magasságát. A földrengés nyomán kissé meg is dőlt a torony, ami ma is megfigyelhető.

## Fordítás
- Ez a szócikk részben vagy egészben a Torre delle Milizie című angol Wikipédia-szócikk ezen változatának fordításán alapul.  Az eredeti cikk szerkesztőit annak laptörténete sorolja fel. Ez a jelzés csupán a megfogalmazás eredetét és a szerzői jogokat jelzi, nem szolgál a cikkben szereplő információk forrásmegjelöléseként.